# Notothenia cyanobrancha
Notothenia cyanobrancha és una espècie de peix pertanyent a la família dels nototènids.

## Descripció
- Pot arribar a fer 30 cm de llargària màxima (normalment, en fa 20).
- 4-6 espines i 33-36 radis tous a l'aleta dorsal i 30-34 radis tous a l'anal.
- És completament marronós amb marques més fosques o uniformement negre.[5][6][7]

## Depredadors
És depredat per l'albatros cellanegre (Diomedea melanophris).

## Hàbitat
És un peix d'aigua marina, demersal i de clima polar que viu normalment entre 0-27 m de fondària.

## Distribució geogràfica
Es troba a l'oceà Antàrtic: les illes Kerguelen i Heard i McDonald.

## Observacions
És inofensiu per als humans.